# 1150-е годы
1150-е (ты́сяча сто пятидеся́тые) го́ды по юлианскому календарю — промежуток времени с 1 января 1150 года по 31 декабря 1159 года, включающий 1150 год 5-го десятилетия   и с 1151 по 1159 годы    6-го десятилетия XII века 2-го тысячелетия.  Они закончились 866 лет назад.

## События

### Древнерусское государство
Все десятилетие в Древнерусском государстве продолжалась междоусобная борьба между князьями, в которой привлекались иностранцы и степные народы: половцы и чёрные клобуки. В 1151 году Изяслав Мстиславич при поддержке киевлян, чёрных клобуков и венгров прогнал из Киева Юрия Долгорукого. Он не был старшим в своём роде, поэтому пригласил на совместное правление Вячеслава Владимировича.
В 1154 году умер сначала Изяслав, а через месяц его дядя Вячеслав, и в Киев вызвали Ростислава Мстиславича из Смоленска. Киевляне хотели бы видеть на престоле сына Изяслава Мстислава, но он не был старшим в роде, передавать власть суздальскому князю Юрию Долгорукому никто из рода не хотел. Ростислав Мстиславич не смог удержать власть, его сместил черниговский князь Изяслав Давыдович.
В 1155 году Киев с поддержкой половцев и галичан захватил Юрий Долгорукий. В 1157 году его отравили, и престол вновь захватил Изяслав Давыдович. Он пытался ликвидировать угрозу со стороны Мстислава Изяславича, но под Белгородом его предали берендеи, и ему пришлось бежать. Несмотря на то, что Мстислав был деятельным князем из своего рода, и его, как и отца, любили в Киеве и среди берендеев, он не был старшим, и уступил престол своему дяде Ростиславу из Смоленска.
Галицкий князь Владимирко Володаревич поддерживал Юрия Долгорукого, и в начале десятилетия попал в угрожающее положение, когда на него пошёл Изяслав Мстиславич с венграми, однако венгерский король Геза II решил не уничтожать его, если он пообещает вернуть захваченные города. Владимирко своего обещания не выполнил, а в 1153 году умер. Попытка Мстиславичей свергнуть его сына Ярослава Осмомысла завершилась неудачно. В 1159 году на Галицкое княжество пошёл Иван Берладник, но Ярослав Осмомысл отбил его нападение.
Черниговское княжество перешло к Святославу Ольговичу в 1157 году, когда Изяслав Давыдович захватил киевский престол. Он не позволил Изяславу Давыдовичу вернуться после потери Киева.
После смерти Юрия Долгорукого в 1157 году его сын Андрей Боголюбский подчинил себе братьев в Суздале, Муроме и Рязани. Образовалось Владимиро-Суздальское княжество со столицей в Владимире-на-Клязьме. У Андрея была взаимная нелюбовь с Киевом. Он стал называть себя великим князем владимиро-суздальским и фактически отделил свои земли от Киевской Руси. Он даже попросил Царьград прислать ему отдельного митрополита, но патриарх отказал. Андрей Боголюбский, впрочем, имел значительную военную мощь и хорошие отношения с половцами. Изяслав Давыдович, потеряв как Киев, так и Чернигов стал искать его поддержки.
Между 1156 и 1160 годами по заказу волынского князя Мстислава Изяславича построен Успенский собор во Владимире (Волынском).

### Западная Европа
В 1152 году умер король Германии Конрад III, так и не получив титула императора. Новым королём Германии выбрали Фридриха Гогенштауфена, позже известного как Барбаросса («Рыжебородый»). Фридрих пошёл походом в Италию и в 1155 году заставил папу римского Адриана IV короновать себя императором Священной Римской империи. В дальнейшем отношения со святым престолом у него не сложились. Когда Адриан IV умер и кардиналы избрали новым папой Александра III, он поддержал альтернативную кандидатуру Виктора IV. К концу десятилетия Барбаросса вёл войну в Италии против городов-республик, пытаясь подчинить их империи.
Произошла определённая реорганизация в империи. Восточная марка стала герцогством Австрия (1156), а князь Богемии Владислав II получил титул короля (1158).
Ещё в 1140-х годах римляне попытались организовать у себя самоуправление наподобие других городов Италии. Образовалась Римская коммуна, которая пыталась ограничить светскую власть пап. Активным критиком пап был Арнольд Брешианский. В 1155 году папа Адриан IV наложил на город интердикт, заставив римлян покориться. Фридрих Барбаросса выдал ему Арнольда Брешианского, и того сожгли как еретика. Все же Александру III пришлось покинуть Рим и перебраться во Францию, поскольку Барбаросса поддерживал Виктора IV. Александр III, впрочем, предал анафеме как императора, так и антипапу.
После смерти Рожера II в 1154 году Сицилийское королевство унаследовал его сын Вильгельм, прозванный Злым. Вскоре вспыхнул бунт на юге Италии, который поддержала Византия, высадив там свои войска. Однако, Вильгельм сумел подавить восстание. В 1158 году он заставил папу римского Адриана IV подписать в Беневенто соглашение, утверждала права сицилийского короля. Сицилийские норманны захватили портовые города в Северной Африке, однако к концу десятилетия их отвоевали Альмохады.
Гражданская война в Англии 1135—1154 годов завершилась со смертью короля Стефана Блуаского. Английский трон получил Генрих II Плантагенет. Благодаря браку с Элеонорой Аквитанской ему досталась значительная часть территории современной Франции. Правление династии Плантагенетов в Англии (1154—1399).
В Дании в 1157 году погибли оба претендента на королевский трон — Кнуд V и Свен III. К власти пришёл Вальдемар I, прозванный позднее Великим.
Основано макграфство Брандербург (1157; Альбрехт Медведь).
После убийства в 1156 году Сверкера Старшего Эрик Едвардссон остался единственным королём Швеции, но в 1160 году он тоже был убит, и трон получил Магнус Хенриксен.
Венгерский король Геза II потерпел поражение от византийских войск и стал искать союзников на Западе, составив оммаж императору Конраду III. Польша была раздроблённой, Болеслав IV Кудрявый оставался великим князем.

### Ближний Восток
Рено де Шатильон стал князем Антиохии в 1153 году. Он воевал как с сельджуками, так и с Византией, ограбив, в частности Кипр. Однако, в 1159 году византийский император Мануил I Комнин вошёл в Антиохию и заставил его просить прощения. В 1160 году князь попал в плен к Нур ад-Дину, где ему пришлось просидеть 16 лет.
В 1153 году Нур ад-Дин захватил Дамаск, 1155 — Баальбек.
В Иерусалимском королевстве в 1153 году Балдуин III отстранил от правления свою мать Мелисенду. В августе того же года он принял Ашкелон, последний оплот Фатимидов в Палестине.
В Египте, где правили Фатимиды, к концу десятилетия сложилась кризисная ситуация через правление малолетних халифов.

### Остальной мир
В Японии произошли два смуты Хоген и Хэйдзи. Как следствие клан Тайра победил клан Минамото.
Столица Цзинь переместилась в Пекин. Чжурчжэни вели войны с монголами.
Гуриды сожгли Газни и вытеснили Газневидов на север Индии. В Средней Азии начали набирать силу хорезмшахи, одержав несколько побед над сельджуками и Каракитайским ханством.